# 第33軍 (日本軍)
第33軍（だいさんじゅうさんぐん）は、大日本帝国陸軍の軍の一つ。

## 沿革
1944年（昭和19年）4月7日に編成され、同月11日にビルマ方面軍戦闘序列に編入、北ビルマ（現ミャンマー）に配備された。イギリス軍の侵攻に苦戦を強いられ、終戦をタトンで迎えた。辻政信が東條英機の不興を買い、左遷されて、作戦主任参謀として赴任した先である。
連合軍が、援蒋ルートであるレド公路の打通を目指したのに呼応し、北ビルマ～ビルマ中国国境に展開し、同ルートの遮断継続を目指した。しかしながら、圧倒的な兵力差は如何ともしがたく、騰越・拉孟の守備隊の玉砕など苦戦を強いられた結果（「拉孟・騰越の戦い」）、レド公路の打通を許してしまう。
第二次世界大戦において、孤島での戦いでは日本軍の玉砕は日常茶飯事であったが、陸続きの戦いでの守備隊の玉砕は、ここビルマだけである。そのため、終戦後に軍司令官であった本多政材中将の統帥に対する批判が沸き起こったが、当時の兵力や装備の圧倒的な差を直視せず、不可能な作戦を現地軍に押し付けた、統帥部の責任と見るべきであろう。
その後、後退に後退を続けるビルマ方面軍の後衛として、シッタン河方面へ退却。第28軍のシッタン渡河作戦を支援した後、終戦を迎える。

## 軍概要

### 歴代司令官
- 本多政材 中将：1944年（昭和19年）4月8日 - 終戦

### 歴代参謀長
- 片倉衷 少将：1944年（昭和19年）4月8日 - 1944年（昭和19年）6月19日
- 山本清衛 少将：1944年（昭和19年）6月19日 - 1945年（昭和20年）2月20日
- 沢本理吉郎 少将：1945年（昭和20年）2月20日 - 終戦

### 最終司令部構成
- 司令官：本多政材中将
- 参謀長：沢本理吉郎少将
- 高級参謀：小尾哲三大佐
- 高級副官：森田利八中佐
- 兵器部長：林常祐大佐
- 経理部長：松前国光主計大佐
- 軍医部長：田村常元軍医中佐
- 獣医部長：高橋武男獣医大佐
- 法務部長：川村寿三法務少佐

### 所属部隊

#### 1944年（昭和19年）8月当時
- 第18師団
- 第56師団
- 第2通信隊司令部  
  - 独立有線第108中隊
  - 独立有線第109中隊
  - 独立有線第110中隊
  - 独立無線第102中隊
  - 独立無線第103中隊
  - 独立無線第104中隊

砲兵部隊
- 独立速射砲第13大隊
- 野戦重砲兵第21大隊
- 野戦機関砲第43中隊

輸送部隊
- 独立輜重兵第2連隊
- 独立自動車第61大隊
- 独立自動車第237中隊
- 特設自動車第9中隊
- 特設自動車第21中隊

其他直轄部隊
- 第102野戦道路隊
- 第121兵站病院
- 架橋材料第22中隊
- 第9師団第1架橋材料中隊

#### 終戦時
- 第18師団
- 独立輜重兵第2連隊：乾福平大佐
- 独立自動車第61大隊：
- 第102野戦道路隊：雨宮甲三郎少佐
- 第121兵站病院：藤原浦美軍医中佐